# Mike Spack
Michael Spack, detto Mike (Winnipeg, 5 marzo 1922 – Winnipeg, 16 dicembre 2011), è stato un cestista canadese.
Era il fratello di Andy Spack.

## Carriera
Con il Canada ha disputato i Campionati del mondo del 1954, dove ha segnato 42 in 9 partite.
È stato introdotto nel 1985 nella Manitoba Basketball Hall of Fame.